# Cantón de Saint-Amand-les-Eaux-Ribera Izquierda
El cantón de Saint-Amand-les-Eaux-Ribera Izquierda era una división administrativa francesa, que estaba situada en el departamento de Norte y la región de Norte-Paso de Calais.

## Composición
El cantón estaba formado por diez comunas, más una fracción de la comuna que le daba su nombre:
- Bousignies
- Brillon
- Lecelles
- Maulde
- Millonfosse
- Nivelle
- Rosult
- Rumegies
- Saint-Amand-les-Eaux (fracción)
- Sars-et-Rosières
- Thun-Saint-Amand

## Supresión del cantón de Saint-Amand-les-Eaux-Ribera Izquierda
En aplicación del Decreto nº 2014-167 de 17 de febrero de 2014, el cantón de Saint-Amand-les-Eaux-Ribera Izquierda fue suprimido el 22 de marzo de 2015 y sus 11 comunas pasaron a formar parte del nuevo cantón de Saint-Amand-les-Eaux.